# Бертинетти, Марчелло
Марчелло Бертинетти (итал. Marcello Bertinetti, 26 апреля 1885, Верчелли — 2 января 1967, там же) — итальянский фехтовальщик и футболист, олимпийский чемпион и призёр чемпионата мира.

## Биография
Родился в 1885 году в Верчелли, занимался спортом в клубе «Про Верчелли», был одним из основателей его футбольного подразделения. В 1908 году футбольная команда «Про Верчелли», в которой играл Марчелло Бертинетти, стала чемпионом Италии, а сам он принял участие в Олимпийских играх в Лондоне, где завоевал серебряную медаль в командном первенстве по фехтованию на саблях, и занял 4-е место в командном первенстве по фехтованию на рапирах. В 1911 году он уехал в Ливию, где стал работать врачом, и поэтому прекратил спортивные выступления.
В 1922 году Марчелло Бертинетти вернулся в Европу. В 1924 году он принял участие в Олимпийских играх в Париже, где стал обладателем золотой медали в командном первенстве по фехтованию на саблях, и бронзовой медали в командном первенстве по фехтованию на шпагах. В 1928 году на Олимпийских играх в Амстердаме Марчелло Бертинетти стал обладателем золотой медали в командном первенстве на шпагах. В 1929 году он принял участие в Международном первенстве по фехтованию в Неаполе, где завоевал бронзовую медаль в личном первенстве по фехтованию на шпагах (в 1937 году Международная федерация фехтования задним числом признала все проходившие ранее Международные первенства по фехтованию чемпионатами мира).
Сын Марчелло Бертинетти Франко стал двукратным (1952 и 1956) олимпийским чемпионом по фехтованию, а внук занял 7-е место в командном первенстве на шпагах на Олимпийских играх 1976 года.